# Nigel Heslop
Pour les articles homonymes, voir Heslop.
Pas d'image ? Cliquez ici

a Compétitions nationales et continentales officielles uniquement.

b Matchs officiels uniquement.
Dernière mise à jour le 13 septembre 2018.
 Nigel John Heslop, né le 4 décembre 1963 à West Hartlepool (Angleterre), est un ancien joueur de rugby à XV et à XIII. Il est sélectionné en équipe d'Angleterre, au poste de trois quart aile (1,78 m et 82 kg).

## Carrière
Il dispute son premier test match le 28 juillet 1990 contre l'équipe d'Argentine, et le dernier contre l'équipe du pays de Galles, le 7 mars 1992.
Heslop a disputé deux matches de la Coupe du monde de rugby à XV 1991. 

## Palmarès
- Dix sélections en équipe d'Angleterre
- 3 essais (12 points)
- Sélections par année : 3 en 1990, 6 en 1991, 1 en 1992
- Deux Tournois disputés : en 1991 et 1992.